# Bisdom Mopti

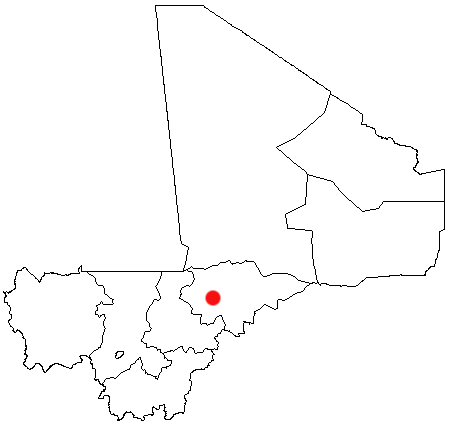
Ligging van Mopti in Mali

Het bisdom Mopti (Latijn: Dioecesis Moptiensis) is een rooms-katholiek bisdom met als zetel Mopti in Mali. Het is een suffragaan bisdom van het aartsbisdom Bamako. Het bisdom werd opgericht in 1964. Hoofdkerk is de Cathédrale Saint-Joseph in Mopti.
In 2019 telde het bisdom zeven parochies. Het bisdom heeft een oppervlakte van 896.384 km² en omvat het hele oosten en noorden van het land. Het bisdom telde in 2019 45.555 katholieken op een totaal van 3.719.000 inwoners, of slechts 1,2% van de bevolking.
De eerste missionarissen in de streek waren Franse witte paters. In 1942 werd de apostolische prefectuur Gao opgericht. In 1964 werd dit verheven tot een bisdom waarbij de zetel werd verplaatst naar Mopti.

## Bisschoppen
- Georges Biard, M. Afr. (1964-1988)
- Jean Zerbo (1994-1998)
- Georges Fonghoro (1999-2016)
- Jean-Baptiste Tiama (2020-)

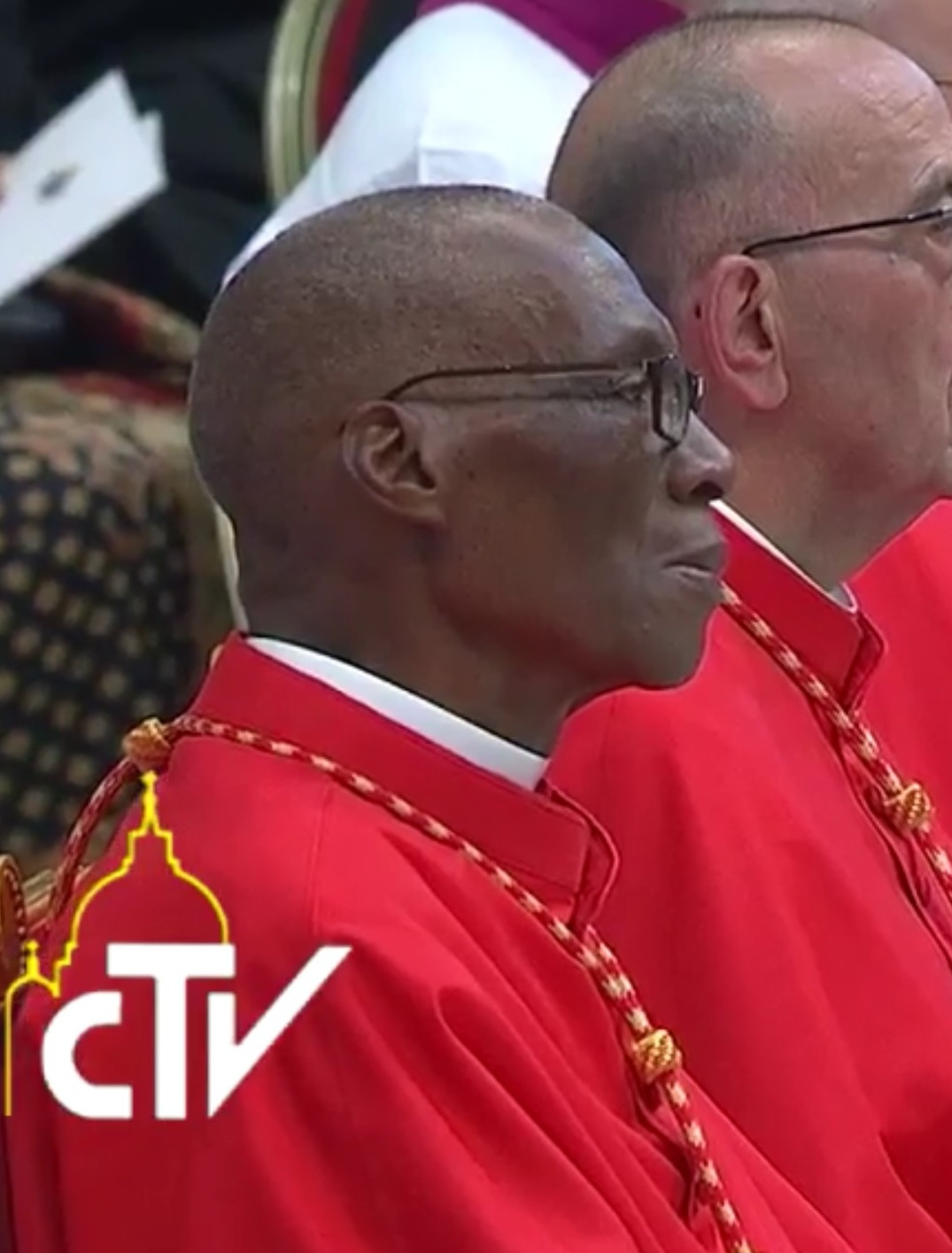
Jean Zerbo